# Македонско дело
 Тази статия е за вестника на ВМРО (обединена).  За вестника от 1906 вижте Македонско дело (1906).  
„Македонско дело“ (изписване до 1945 година: „Македонско дѣло“) е български вестник, орган на Вътрешната македонска революционна организация (обединена), излизал в Париж, Берлин и Виена от 1925 до 1935 година и издържан от Балканския секретариат на Коминтерна. Вестникът се издава два пъти в месеца на 10 и 25-о число.

## История
От януари 1926 година „Македонско дело“ е официален орган на ВМРО (обединена). Назначена е редакционна комисия в състав Димитър Влахов, Павел Шатев и Владимир Поптомов, а от 22 август 1927 година в редакционната комисия влизат Димитър Влахов, Ризо Ризов, Георги Занков и Владимир Поптомов.
Главен редактор на вестника е Владимир Поптомов (с псевдоними В. Громов, Хайдар, Стефанов), а редактори са Георги Караджов (псевдоним Г. Рилски), Йордан Анастасов (псевдоним Мегленец), Дино Кьосев (псевдоним Д. Клисуров).
| Годишнина | Броеве    | Дата                                  |
| --------- | --------- | ------------------------------------- |
| I         | 1 – 24    | 10 септември 1925 – 25 август 1926    |
| II        | 25 – 48   | 10 септември 1926 – 25 август 1927    |
| III       | 49 – 72   | 10 септември 1927 – 25 август 1928    |
| IV        | 73 – 96   | 10 септември 1928 – 25 август 1929    |
| V         | 97 – 120  | 10 септември 1929 – юли 1930          |
| VI        | 121 – 143 | 10 септември 1930 – 10 август 1931    |
| VII       | 144 – 167 | 25 септември 1931 – 25 септември 1932 |
| VIII      | 168 – 179 | октомври 1932 – 25 май 1935           |

Вестникът стъпва на идеологическата платформа на Майския манифест от 1924 година, като критикува политиката на Вътрешната македонска революционна организация, както и политиката на българската държава по Македонския въпрос. Бори се за независима македонска държава, част от Балканска федерация.
В програмната си статия в първи брой „Македонско дело“ заявява, че ще бъде нов македонски вестник, тъй като досегашните са списвани в духа на българския върховизъм и национализъм и не са изразители на волята на „македонския народ“. „Македонско дело“ си поставя за цел да се бори против всички македонски организации, които служат на чужди интереси и се бори за освобождението и обединението на „македонския народ“ и федерирането му с другите балкански народи. Девизът му е „Независима Македония и Балканска федерация“.
Заедно с ВМРО (обединена) вестникът застава на македонистки позиции и постулира съществуването на самостоятелен „македонски народ“, а от 1934 г. и „нация“. Спира да излиза след 25 май 1935 година. При все това, вестникът изобличава и остро критикува сръбската политика на терор и асимилация насочена срещу българите в Македония. Излизат общо 179 броя.
Вестникът се внася България по нелегални канали на БКП.